# Józefat Andrzejowski
Józefat Andrzejowski (ur. 1849 w Kielcach, zm. 3 października 1939 w Warszawie) – polski przemysłowiec, działacz społeczny i oświatowy.

## Życiorys

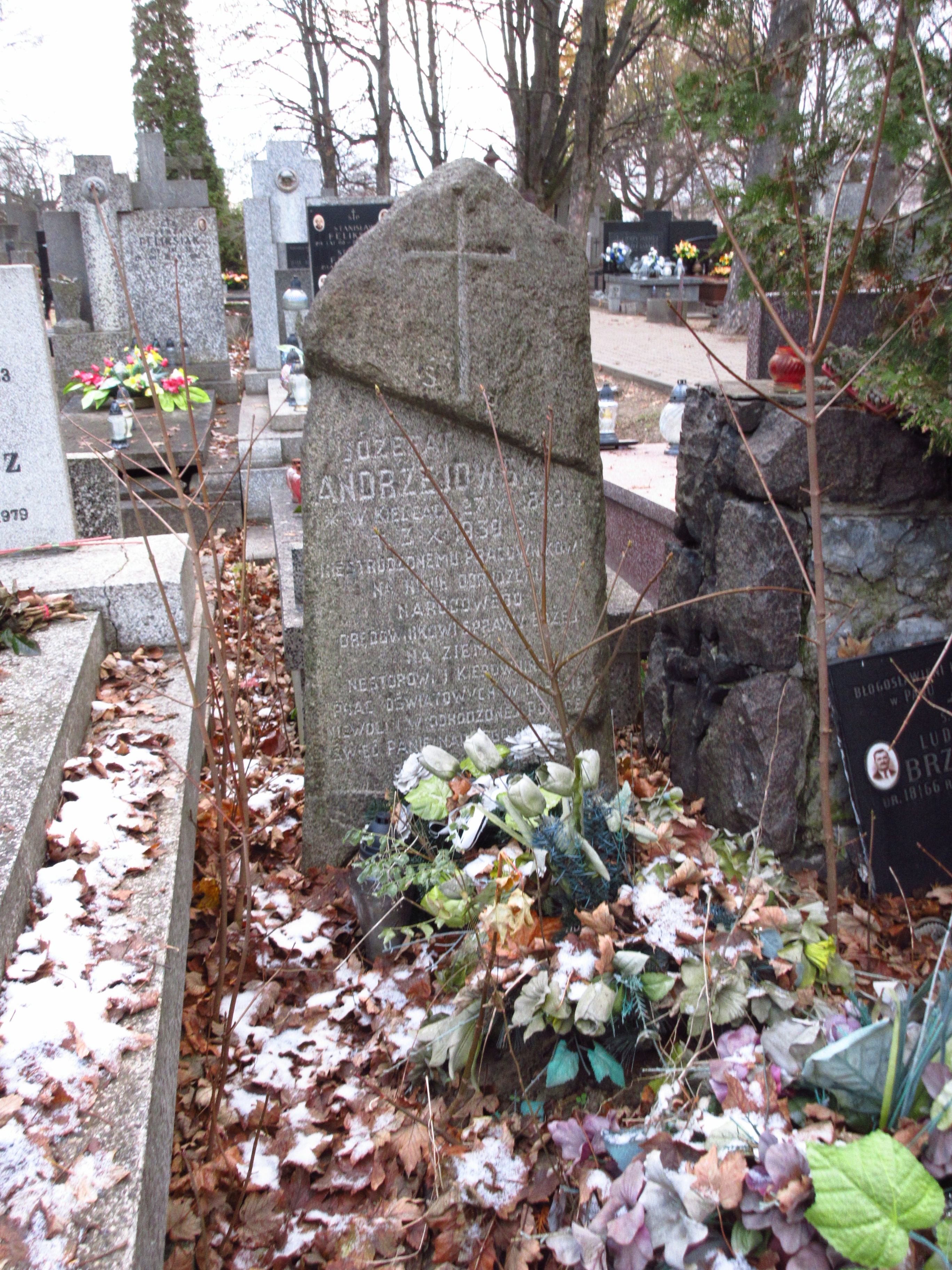
Grób Józefata Andrzejowskiego na Cmentarzu Bródnowskim.

Urodził się w 1849 w Kielcach jako syn Antoniego (lekarz i powstaniec listopadowy 1831) i Aleksandry z domu Wysockiej. W 1868 ukończył gimnazjum w Kielcach, po czym wyjechał na studia ceramiczne do Szwajcarii, gdzie trafił pod wpływy Andrzeja Towiańskiego. Po powrocie na ziemie polskie podjął pracę w cegielniach i zakładach ceramiki, po czym sam założył własną fabrykę. Po jej likwidacji w 1878 przeniósł się do Kijowa i tam założył nowy zakład ceramiczny. Zaangażował się w działalność tajnego Towarzystwa Oświaty Ludowej. W zakładzie założył szkołę w 1881, w której prowadzono tajne nauczanie polskich dzieci i młodzieży. Andrzejowski przeznaczał środki na ten cel. W 1904 został wybrany prezesem Towarzystwa Oświaty Narodowej, a od 1906 przewodniczącym Towarzystwa „Oświata”, zlikwidowanego przez władze rosyjskie w 1908. W 1913 Andrzejowski był aresztowany na dwa miesiące i osadzony w więzieniu Łukjanowskim. W 1914 został zesłany na okres trzech lat do Astrachania. Tam działał na rzecz polskich zesłańców w ramach Towarzystwa Pomocy Ofiarom Wojny. Podczas I wojny światowej powrócił do Kijowa w 1917 i w czerwcu tego roku został wybrany prezesem Macierzy Polskiej w Kijowie i kierownikiem wydziału oświaty Polskiego Komitetu Wykonawczego na Rusi. Podczas wojny polsko-bolszewickiej był poszukiwany przez władze sowieckie. W październiku 1921 powrócił do niepodległej Polski, a dzięki niemu i innym działaczom polskim uratowano z Kijowa ponad 100 dzieci.
W II Rzeczypospolitej zaangażował się w działalność społeczną. Sprawował stanowisko sekretarza Macierzy Ziemi Cieszyńskiej, był skarbnikiem i członkiem zarządu Polskiego Czerwonego Krzyża w Warszawie oraz otrzymał tytuł członka honorowego PCK, był wiceprezesem Kuratorium Ognisk Akademickim z Kresów, członkiem zarządu Towarzystwa Pomocy Dzieciom i Młodzieży z Kresów.
2 maja 1923 został odznaczony Krzyżem Komandorskim Orderu Odrodzenia Polski. W maju 1931 został wyróżniony godnością członka honorowego Towarzystwo Szkoły Ludowej.
Zmarł 3 października 1939 w Warszawie. Pochowany na cmentarzu Bródnowskim (kwatera 50E-I-31).